# جایزه صلح نوبل ۲۰۰۳
جایزه صلح نوبل ۲۰۰۳ به شیرین عبادی از ایران «به دلیل تلاش‌هایش در راستای دموکراسی و حقوق بشر، به ویژه حقوق زنان و کودکان در ایران و به‌طور کلی جهان اسلام» اهدا شد.
عبادی نخستین ایرانی و همچنین نخستین زن مسلمان بود که برنده جایزه صلح نوبل شد.
۱۶۵ نفر از جمله شیرین عبادی نامزد دریافت این جایزه بودند. پاپ ژان پل دوم و واتسلاو هاول دیگر نامزدان سرشناس دریافت این جایزه بودند. او در حالی این جایزه را دریافت کرد که چند سال پیش از آن در ایران وکیل چند پرونده جنجالی از جمله وکالت داریوش و پروانه فروهر در ماجرای قتل‌های زنجیره‌ای بوده و چندین بار سابقه دستگیر و زندانی شدن توسط حکومت نظام جمهوری اسلامی ایران را داشته‌است.

## واکنش‌ها

### واکنش‌ها در ایران
واکنش‌ها به دریافت جایزه توسط عبادی در ایران متفاوت بود و شکاف میان جبهه دوم خرداد و گروه‌های تندرو را نشان داد. علی‌رغم واکنش خوب دولت هشتم جمهوری اسلامی ایران به این رویداد، تندروها عموماً واکنشی منفی داشتند. محافظه‌کاران این واقعه را اقدامی سیاسی دانستند و بنیاد نوبل را به تحت تاثیر قرارگرفتن آمریکا و صهیونیست‌ها متهم کردند. حتی یک نشریه این طیف او را «شارون عبادی» نامید.
محمدعلی ابطحی، معاون رئیس جمهوری گفت: «این را که یکی از هموطنان ما توانسته جایزه صلح را بگیرد، نقطه قوتی برای کشور می‌دانم. تلاش انسان‌دوستانه و تلاشی که برای تحقق حقوق انسانی انجام بگیرد، در همه جای دنیا محترم است، همچنان که تأکید جریان اصلاح طلبی از ابتدا برای احقاق حقوق مردم و آزادیهای مشروع بوده‌است. رفتارهایی که این آزادی‌ها را محدود می‌کند، همواره مورد انتقاد صریح جریانات اصلاح‌طلب داخل حکومت نیز بوده‌است.»
احمد مسجدجامعی، وزیر فرهنگ و ارشاد اسلامی در پیامی خطاب به شیرین عبادی نوشت: «انتخاب شما را برای دریافت جایزه نوبل تبریک می‌گویم. تلاش برای دفاع از حقوق کودکان و زنان و فعالیت صلح جویانه با به کارگیری ظرفیت‌های فرهنگی و اجتماعی کشور نشانه‌ای از شایستگی‌های زن ایرانی مسلمان است.»
سخنگوی وزارت امور خارجه ایران این رویداد را را نشانه ارتقا جایگاه زنان در ایران دانست.
عده‌ای از اصلاح‌طلبان معتقد بودند که محمد خاتمی به جهت مطرح کردن گفتگوی تمدن‌ها برای دریافت این جایزه از عبادی شایسته‌تر بود.

### واکنش‌های جهانی
- کوفی عنان، دبیرکل سازمان ملل متحد شیرین عبادی را «شجاع» خواند و گفت: «من امیدوارم این جایزه اهمیت گسترش حقوق بشر در جهان را بیش از پیش عیان کند، و به زنان اجازه دهد آزادانه حقوق خود را بیان و روی آن پافشاری کنند.»[۴]
- واتیکان دریافت این جایزه را به وی تبریک گفت. یک مقام رسمی گفت پاپ ژان پل دوم از این که خودش جایزه را نبرده ناراحت نیست.[۴]
- ایالات متحده آمریکا، به شیرین عبادی که «تلاش خستگی‌ناپذیری برای تمام ایرانیان داشته، و از فرصت برای ابراز مخالفتش با حاکمیت کشور استفاده کرده» تبریک گفت. سخنگوی کاخ سفید افزود: «ما کاملاً از اشتیاق مردم ایران به آزادی حمایت می‌کنیم و امیدواریم که ندای دموکراسی شنیده شود و ایران به عامل ثبات در منطقه بدل گردد.»[۴]
- خاویر سولانا رئیس سیاست خارجی اتحادیه اروپا به شیرین عبادی تبریک گفت. او گفت: «خانم عبادی نه تنها از بسیاری از هموطنان ایرانی‌اش در پرونده‌های انفرادی دفاع کرده، بلکه در بحث مهم داخلی حقوق بشر در ایران شرکت کرده‌است. من شهامت و تعهد ایشان و سایر فعالان حقوق بشر ایران را می‌ستایم. خانم عبادی بیش از پیش منبع الهام برای منطقه‌اش و سایر نقاط جهان است.»[۳]
- ژاک شیراک، رئیس جمهور فرانسه، انتخاب عبادی را ستود و آن را انتخابی «استثنایی» دانست. او گفت: «جایزه نوبل جایزه‌ای برای یک عمر سراسر خدمت در راه دفاع از حقوق بشر و مردم سالاری و مبارزه با عدم تسامح است. این انتخابی استثنایی است و من از صمیم قلب به خانم عبادی تبریک می‌گویم.»[۳]
- سخنگوی دولت آلمان از جایزه گرفتن عبادی استقبال کرد.[۳]
- واتسلاو هاول، رئیس جمهوری جمهوری چک که خود نیز نامزد دریافت این جایزه بود، برای شیرین عبادی پیام تبریک فرستاد.[۳]
- لخ والسا، رئیس جمهوری سابق لهستان که خود نیز قبلاً برنده جایزه صلح نوبل شده بود دادن جایزه به شیرین عبادی را «خطایی بزرگ» دانست و گفت این جایزه باید به پاپ ژان پل دوم داده می‌شد.[۶]

## مراسم دریافت جایزه
مراسم دریافت جایزه در تاریخ ۱۰ اکتبر ۲۰۰۳ در اسلو برگزار شد.